# Bezzia fontanus
Bezzia fontanus är en tvåvingeart som beskrevs av Liu, Ge och Liu 1996. Bezzia fontanus ingår i släktet Bezzia och familjen svidknott.
Artens utbredningsområde är Hainan (Kina). Inga underarter finns listade i Catalogue of Life.